# Fragata Tipo 32
La fragata Tipo 32 de la Marina Real británica será una clase de fragatas multipropósito que entrarán en servicio a principios de los años 2030. Serán parte de la futura marina británica junto a las fragatas Tipo 26 y Tipo 31. Se espera que ayude a aumentar la flota de escolta de superficie de la Royal Navy de 19 a 24 barcos.

## Desarrollo
La Tipo 32 será la primera fragata de la marina de guerra británica con sistemas autónomos a bordo. Su construcción iniciaría luego de la finalización del primer batch de la Tipo 31 (en construcción) y se estima su entrada en servicio en 2027 y 2028.
La nueva serie de barcos fue anunciada por primera vez por el primer ministro Boris Johnson el 19 de noviembre de 2020 como parte de un compromiso de inversión en defensa antes de la Revisión Integrada. Además de las conocidas fragatas Tipo 26 y Tipo 31, el Primer Ministro anunció que se construiría una nueva clase de fragatas Tipo 32. [4] El 30 de noviembre de 2020, el Ministerio de Defensa declaró que la fase conceptual del buque aún no se había lanzado, pero agregó que el buque se concibió como una "plataforma para sistemas autónomos", utilizada en funciones como la guerra antisubmarina. y contramedidas de minas. Al igual que la fragata Tipo 31, la nave será de propósito general en su diseño. Se planean hasta cinco barcos, que, en combinación con las cinco fragatas Tipo 31 y las ocho fragatas Tipo 26 planeadas, harán crecer la flota de escolta de superficie de la Royal Navy de 19 a 24 barcos.
En marzo de 2021, el documento de comando de defensa del gobierno, Defense in a Competitive Age, dio más detalles sobre la fragata Tipo 32 y afirmó que estaría diseñada para proteger las aguas territoriales, proporcionar una presencia persistente y apoyar a los nuevos Grupos de Respuesta Litoral (LRG) de la Royal Navy. El documento también establecía que, junto con el Tipo 31, las fragatas serían más flexibles que sus predecesoras, presentarían un diseño modular y estarían equipadas con sensores y armas avanzados. Según el documento, es probable que los barcos se construyan en astilleros escoceses, como el Tipo 26 y el Tipo 31.
En noviembre de 2021,el Primer Lord del Mar de la Royal Navy, Tony Radakin, anunció que el barco había entrado en su fase conceptual. Agregó que es muy pronto para definir sus características pero que ser una fragata “Tipo 31 Lote 2” podría ser una opción. Radakin también reiteró la intención del programa de proporcionar "volumen adicional" a la flota y adoptar la tecnología emergente. La Estrategia Nacional de Construcción Naval revisada, publicada en marzo de 2022, sugirió que las fragatas Tipo 32 probablemente serían "las primeras de una nueva generación de buques de guerra con un enfoque en albergar y operar sistemas autónomos a bordo". Los comentarios anteriores del Ministro de Adquisiciones de Defensa del Reino Unido, Jeremy Quin, también sugirieron que la nueva fragata Tipo 32 será una plataforma para sistemas autónomos, que se sumará a las capacidades de la Royal Navy para misiones como la guerra antisubmarina y las contramedidas contra minas.

En noviembre de 2022, la Oficina Nacional de Auditoría informó que el Comando de la Marina había retirado los planes para la fragata Tipo 32 debido a preocupaciones sobre la falta de asequibilidad. A pesar de esto, el MOD declaró que los barcos seguían siendo una parte clave de la futura flota.
En enero de 2023, el secretario de Defensa del Reino Unido, Ben Wallace, informó que la fragata Tipo 32 todavía estaba planificada para implementarse después de "2030 o 2031", y que se abordarían más consideraciones de planificación "entre ahora y hacia el centro de la década".

## Posibles diseños
Si bien el Tipo 32 aún se encuentra en la fase de concepto, ya se han presentado varios diseños para cumplir con algunas de las funciones sugeridas que los buques pueden desempeñar, especialmente en lo que respecta a la operación de sistemas fuera de borda:

### Fragata de ataque adaptable
BAE Systems presentó la Fragata de ataque adaptable (ASF) en 2022 y se desarrolló a partir del creciente interés por los sistemas externos y la modularidad y tuvo como telón de fondo intereses similares expresados en varios documentos de defensa del Reino Unido y conceptos de la Royal Navy. Descrito como una mezcla entre una fragata y un buque de carga, el diseño presenta características estéticas de la fragata Tipo 26 en la mitad delantera del buque con sistemas de artillería (BAE/Bofors 57Mk3 y 40MK4), sistemas de lanzamiento vertical (CAMM Mushroom Farms y Mark-41), monturas de armas de energía dirigida por láser (Dragonfyre) y sensores; sin embargo, la mitad de popa cuenta con un espacio de ancho completo sobre la cubierta para contenedores (incluidos los módulos de misión), cuatro grandes bahías para botes, un hangar, una caseta para vehículos aéreos no tripulados, una cubierta de vuelo con capacidad para Chinook y una gran bahía de misión debajo de la cubierta de vuelo con una gran rampa de popa capaz de desplegando dos embarcaciones de 11 metros flanqueadas por dos pequeños pescantes. En general, el diseño es capaz de contener 20 contenedores equivalentes a veinte pies (TEU) y puede maniobrar dichos contenedores alrededor del barco utilizando el sistema CUBE de SH Defence. El diseño tiene una longitud de 130 metros y desplaza aproximadamente 6000 toneladas y los costos antes de la integración del sistema ascienden a alrededor de 250-300 millones de £ por barco. La disposición de energía actual es una combinación diésel-eléctrica y diésel-mecánica (CODED), conectada directamente a un eje central y sostenida por dos azipods que proporcionan la propulsión del barco.

### Arrowhead 140: Plataforma naval multifunción
Babcock International reveló oficialmente la variante de plataforma naval multifunción de su diseño Arrowhead 140 para el programa Tipo 32 en 2023 (aunque se había visto anteriormente en videos de marketing del AH140 y en su sitio web). El diseño presenta un barco de popa rampa conectada a la bahía de misión existente debajo de la cubierta de vuelo, una rampa hidráulica lateral, un hangar ampliado con capacidad para hasta dos helicópteros del tamaño de Merlin AW101 que está conectado directamente a una bahía de misión de ancho completo que reemplaza el lanzamiento vertical de 32 celdas complejo en el centro del barco y es capaz de soportar embarcaciones de 11 metros (por ejemplo, USV o RIB) o contenedores TEU. Además, la posición de la torreta B delante del puente se puede reemplazar con un complejo Mark-41 de 16 celdas. Al igual que el ASF, el MNP también es capaz de embarcar hasta un total de 20 contenedores TEU y es compatible con el sistema CUBE de SH Defence para el movimiento de contenedores a bordo.  Al utilizar el diseño existente del Arrowhead 140, se pueden buscar elementos comunes con las fragatas Tipo 31 para agilizar el entrenamiento, las actualizaciones y el mantenimiento. Este diseño también es algo fiel a su herencia como diseño abuelo del AH140, la fragata clase Absalon (diseño principal de la clase Iver Huitfeldt que es el diseño principal del AH140), que podría describirse como mitad fragata, mitad un buque Ro-Ro diseñado para apoyar operaciones anfibias (aunque actualmente se están actualizando para centrarse en la guerra antisubmarina).